# Famille de Menthon
Pour les articles homonymes, voir Menthon (homonymie).
La famille de Menthon est une famille subsistante d'extraction chevaleresque savoyarde, attestée depuis le XIIIe siècle sur preuves de 1219, est implantée à Menthon, dans le comté de Genève.
Sous l'Ancien Régime, elle est l'une des cinq grandes maisons du Genevois, qui selon un vieux dicton proclame : « Terny (Ternier), Viry, Compey sont les meillous maisons du Genevey, Salenove (Sallanuvaz) et Menton ne les craignons/cédons pas d'un bouton »,,,.

## Histoire

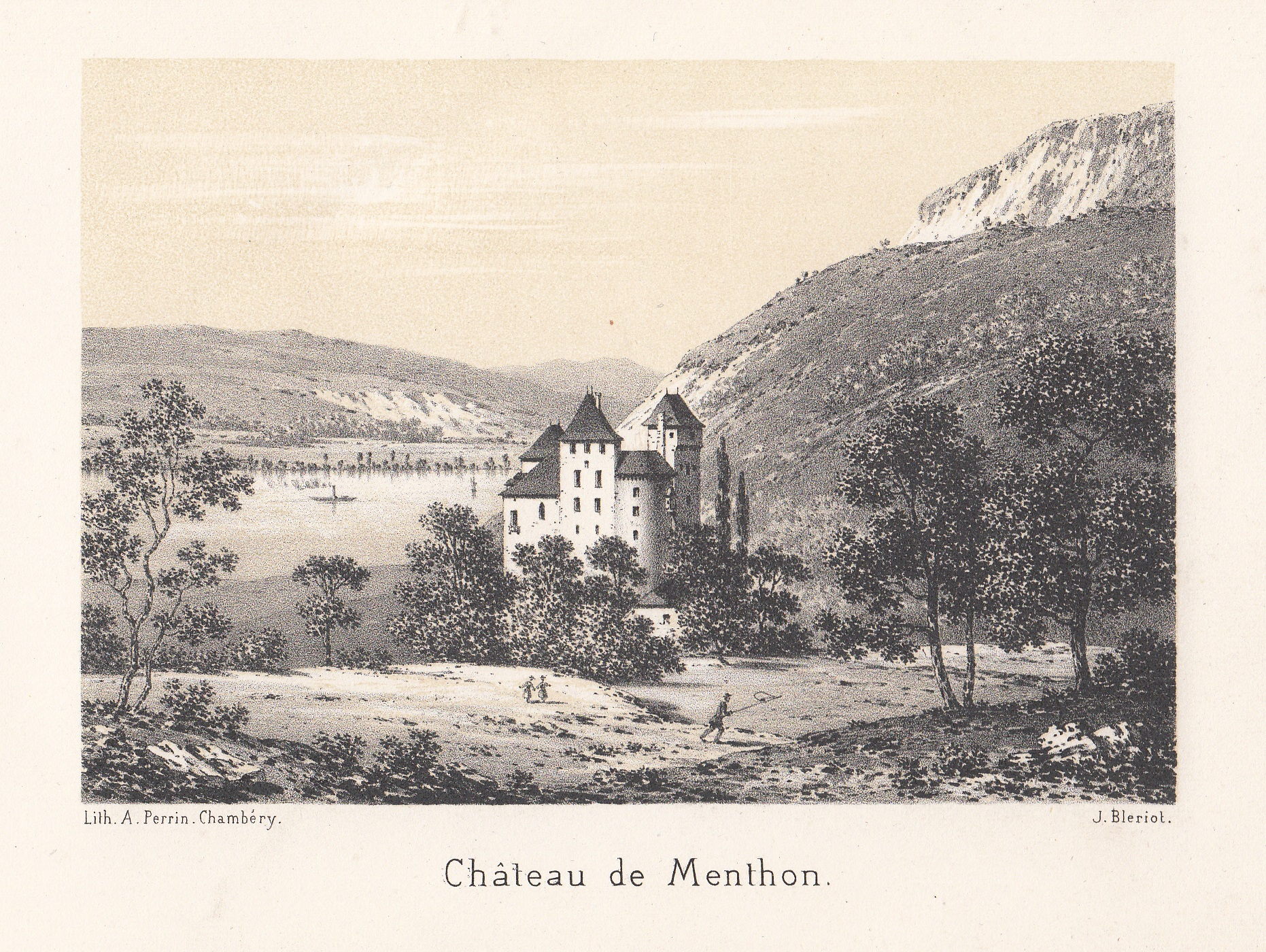
Lithographie du château de Menthon par A. Perrin, vers 1860.

La seigneurie se développe autour du château de Menthon-Saint-Bernard, dans le comté de Genève, qui contrôle le col de Bluffy et la rive droite du lac d'Annecy. Elle fait partie d'une des grandes familles feudataires de la maison de Genève.

« On regarde comme étant un de ses premiers rejetons saint Bernard, né en 923, qui fonda deux asiles hospitaliers dans les passages des Alpes, au sommet du grand et du petit mont Saint-Bernard. Robert de Menthon fut créé grand bailli de Genevois en 1371 ; Henri de Menthon, conseiller d'Amédée VIII et grand bailli du pays de Vaud, assista au traité de paix de 1413, entre le duc de Savoie et le marquis de Saluces. Georges de Menthon, seigneur de Coligny, conseiller du roi de France, fut nommé, en 1482, gouverneur et lieutenant général du comté de Villars par le duc de Bourgogne. Bernard III, premier comte de Menthon, fut créé colonel des milices par Emmanuel-Philibert, en 1560. Bernard VI de Menthon, comte de Montrottier, épousa en 1714 Marguerite de Lescheraine, et leur fille et héritière, Sophie de Menthon, porta en dot en 1746 le château et les biens de sa maison à Louis Vulliet de la Saunière, comte de Domessin et marquis d'Yenne. »

— A. Borel d'Hauterive, Annuaire de la noblesse de France et des maisons souveraines de l'Europe (1855).
Notons toutefois que le rattachement de saint Bernard n'est pas prouvé.
Les seigneurs de Menthon sont attestés depuis « au moins la première moitié du XIIe siècle »,. La lignée est cependant probablement plus ancienne. Les premiers membres mentionnés sont un Guillaume dans une donation à l'abbaye de Tamié entre 1132 et 1140, ainsi que trois autres frères, Pierre, Jean et Ulric, donateurs de l'abbaye d'Entremont, vers 1145-1149. Guillaume de Menthon semble avoir participé à la deuxième croisade de 1147,.
Guillaume, seigneur de Menthon, s'engage aux côtés d'autres grands du comté de Genève pour leur suzerain, le comte de Genève, Guillaume II, lors du traité de Desingy 10 octobre 1219. Ce personnage est témoin pour le comte en 1225 et 1229. Un Thomas (I) de Menthon est mentionné comme seigneur de Beaumont en 1216. Ce dernier est donné par le sénateur Folliet, citant les travaux de l'abbé Joseph-Antoine Besson (1759), comme petit-fils d'un Jean de Menthon seigneur de Beaumont ou comme son fils, par les auteurs de Histoire des communes savoyardes (1981), et mentionné comme seigneur de Beaumont vers 1190.

## Héraldique
| Maison de Menthon | Les armes de la maison de Menthon se blasonnent ainsi : De gueules, au lion d'argent, à la bande d'azur, brochant sur le tout. Devise des Menthon est : Partout Menthon, toujours Menthon Cimier : Un lion d'argent Supports : Deux lions de même |

## Branches
Thomas de Menthon institue, en 1271, les trois branches cadettes suivantes, dont sont issus des rameaux :

Menthon d'Aviernoz/Menthon Lornay d'Avernioz, seigneurs de Lornay

Les armes de la famille de Menthon-Lornay se blasonnent ainsi : De gueules, au lion d'argent, à la bande d'azur, brochant sur le tout, chargeant la bande d'une rose d'or mise en chef pour brisure.

- Menthon-Disonge.

Menthon-Beaumont, seigneurs de Couvette et de Beaumont-sous-Salève.
Achat du château de Chavaroche (Chavanod, 1567) qui passe aux Menthon-Montrottier.

Les armes de la famille de Menthon-Beaumont se blasonnent ainsi : De gueules, au lion d'argent, à la bande d'azur, brochant sur le tout, chargeant la bande d'un (croissant d'argent) mis en chef pour brisure.

- Menthon-Montrottier, seigneurs de Montrottier, de Chavaroche (Chavanod) jusqu'à la Révolution française[15].

Les armes de famille de Menthon-Montrottier se blasonnent ainsi : De gueules, au lion d'argent, à la bande (...), brochant sur le tout

Menthon-Dingy, seigneurs de Dingy
Les armes de la famille de Menthon-Dingy, Du Marest, La Balme se blasonnent ainsi : De gueules, au lion d'argent, à la bande d'azur, brochant sur le tout, chargeant la bande d'une coquille d'argent mise en chef pour brisure.

Dont les rameaux
- Menthon-La Balme, seigneurs de La Balme-de-Thuy, barons de Gruffy[5] ;
- Menthon-Du Marest, seigneur du Marest (col du Marais, Serraval).

Est issue de la famille, la branche des Menthon-Rochefort (XVe siècle-éteinte au XVIIe siècle), seigneurs de Rochefort.

Les armes de la famille de Menthon-Rochefort se blasonnent ainsi : De gueules, au lion d'argent, à la bande d'azur, brochant sur le tout, chargeant la bande d'une étoile d'argent mise en chef pour brisure.

## Titres de noblesse et qualités

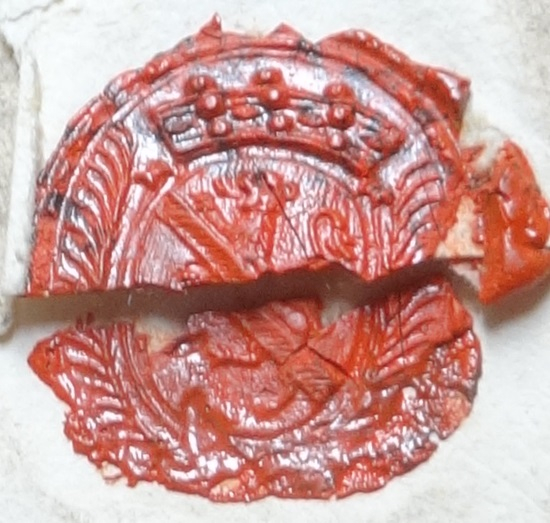
Cachet du baron de Lornay 1717

- Comtes d'Aviernoz, des Ollières et de la Grimottière (érigé en 1699[17],[18]), de Menthon (érigé après 1500[19]), de Montrottier (érigé en 1632[20]) ;
- Grands barons de Savoie en 1486[19], barons de Confignon (1598), de Gruffy, de Lornay, de Montrottier (érigé en 1596[20]) ;
- Seigneurs d'Alex, d'Arbusigny, de La Balme-de-Sillingy, de La Balme-de-Thuy, de Beaumont, de Bons, de Choisy, de Cohendier, de Cormand, de Dingy, de La Cour, de La Roche, du Marest, de Marthod, de Menthonnex, de Nernier, de Rumilly, de Sallanches, de Turchet, de Vuache (1563-avt 1706) ;
- Coseigneur d'Aubonne, de Balmont, de Bastia et Carassone, des Clefs, de Rochefort, de Rosey, de Saint-Pierre-d'Entremont.

Des membres de la famille ont obtenu la bourgeoisie de Genève (1516).

## Seigneuries et châteaux
Liste non exhaustive des possessions tenues en nom propre ou en fief de la famille de Menthon :
- château de Beaumont (inféodation à la fin XIIe siècle ou début du XIIIe siècle), à Beaumont[12] ;
- château de Choisey ;
- château de la Cour (XVe siècle-fin du XVIIIe siècle) à Annecy-le-Vieux[21] ;
- Château de Dingy, à Dingy-Saint-Clair ;
- Tour Dingy, à Passy[22].
- Château de Gruffy (1563-1792), à Gruffy[23] ;
- château de Menthon-Saint-Bernard à Menthon-Saint-Bernard ;
- Château de Montrottier (1427-1796), à Lovagny[20] ;
- château de Pontverre à Cruseilles, (fin XVe siècle-1560)[24] ;
- château de Rochefort-sur-Séran à Cressin-Rochefort ;
- maison forte de Saint-Hyppolite-sur-Aix[25] ;
- château de Sallanches, dit de Bourbonges, à Cordon, possédé en partie vers 1305 par mariage. En 1426, obtention du fief attenant et prend le nom de Bourbonges du nom de la seigneurie possédée par la famille. Vente du château en 1746[26] ;

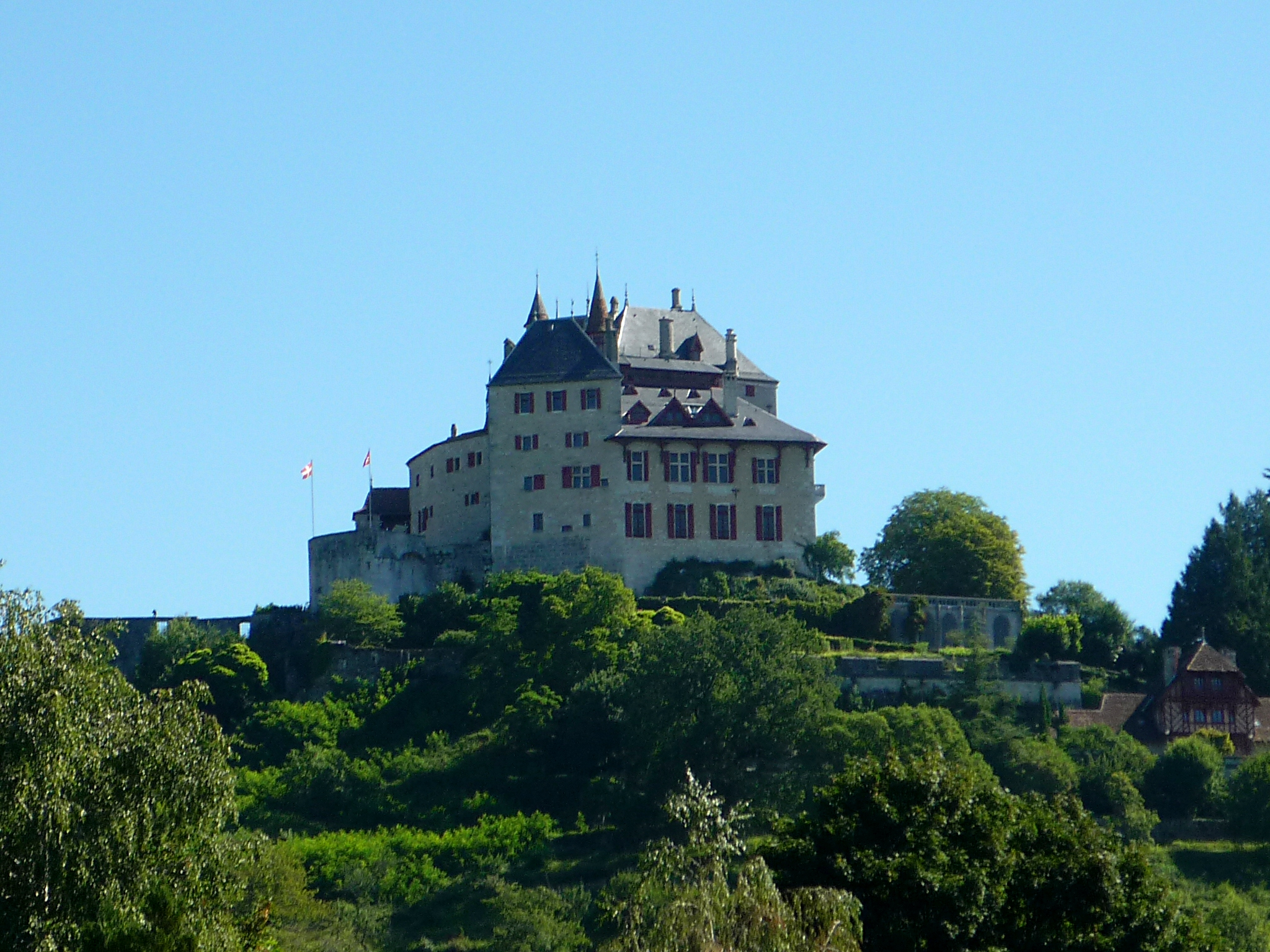
château de Menthon-Saint-Bernard
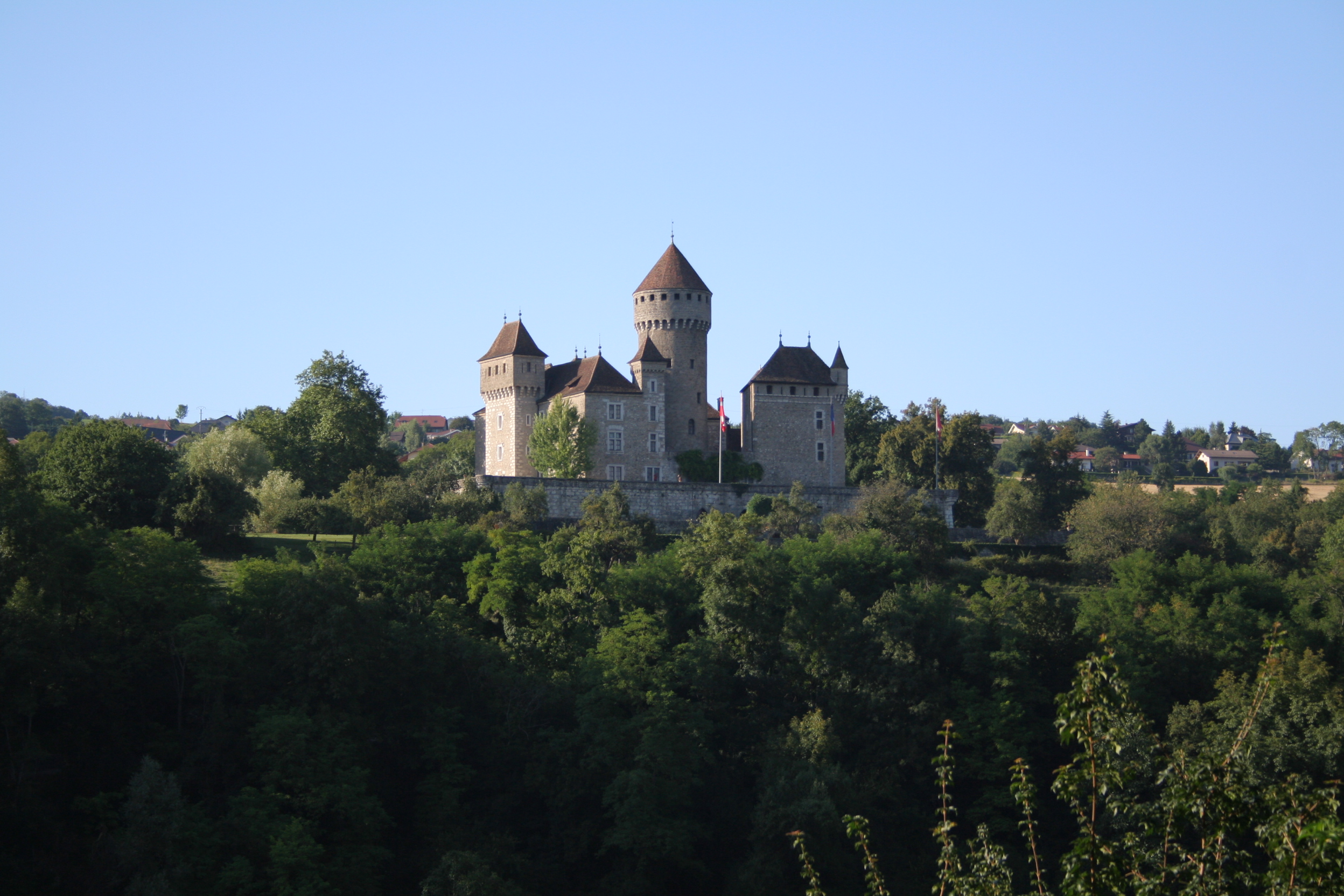
Château de Montrottier
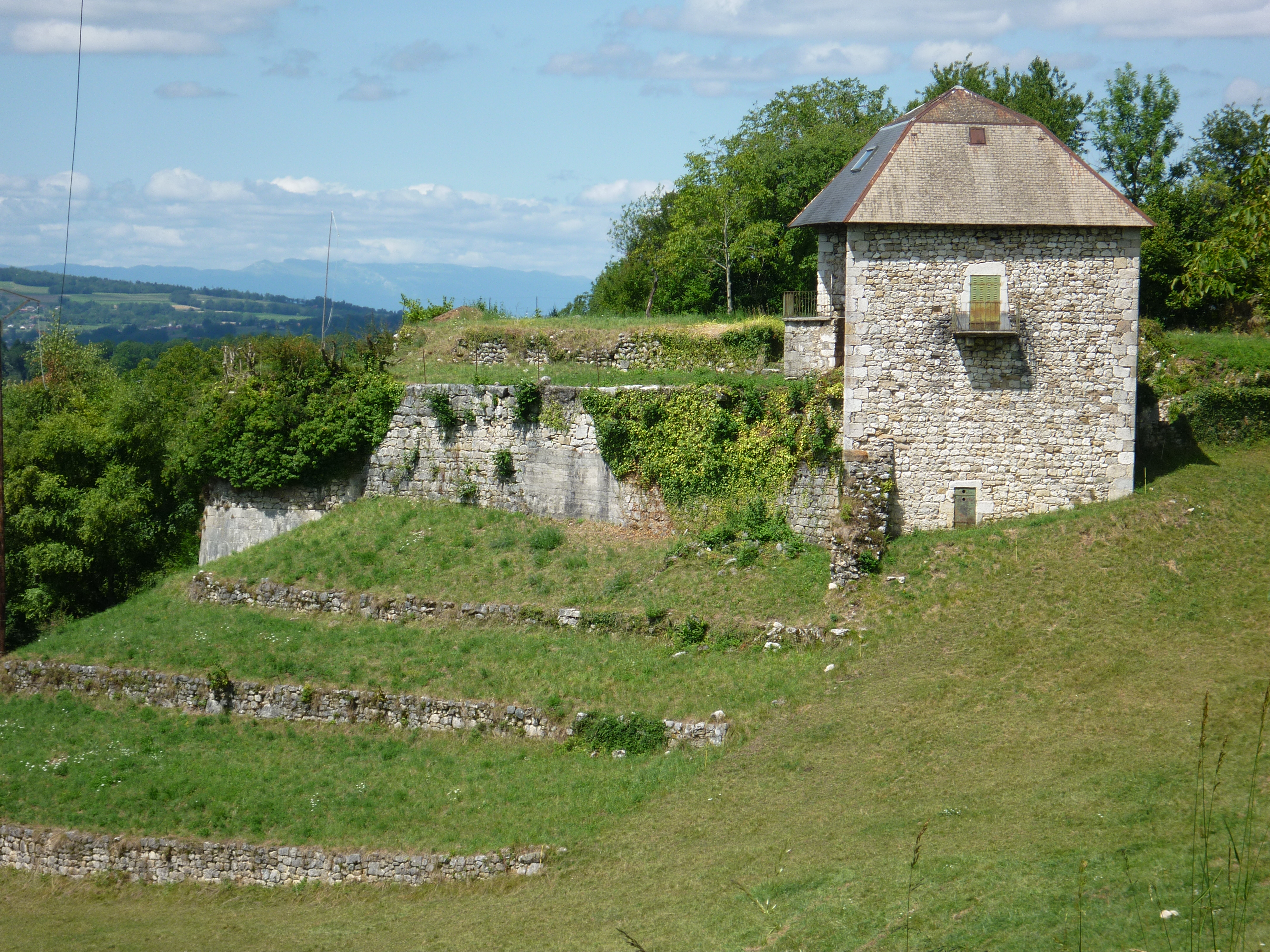
Château de Gruffy

Dans son ouvrage La Savoie au XVIIIe siècle : noblesse et bourgeoisie (2003), l'historien Jean Nicolas produit une analyse permettant d'estimer « l'envergure et la puissance sociale » de trois familles du duché au XVIIIe siècle, dont la famille de Menthon-Montrottier. Il observe ainsi que le comte René de Menthon est « l'un des trois seigneurs les plus imposés du Genevois » pour les 1290 ha qu'ils possèdent, mais le calcul ne prend pas en compte les terres qu'il détient dans le Faucigny, le bailliage de Ternier ou encore en France (terres en Bresse, en Bugey et en Bourgogne). Voici le détail de ses possessions en 1707 : « la comté de Menthon, […], la comté de Montrottier, […], la terre de Dingye, […], la terre de Ville et de Bonnatrait, […], la terre de Beaumont […], celle de Cormand […] et enfin la terre de Bourbonges […]. Hors de Savoie, […] en Bugey la baronnie d'Heyriaz ; en Bresse, les baronnies de La Gelliere et de Grammont, dans le comté de Bourgogne, les terres de Rosy, Thoulongeon et Lomont. »

## Offices
Des membres de la famille ont été :
Baillis au service de la maison de Savoie
- Genevois : Robert de Menthon (1371)[19] ; Pierre de Menthon du Marest (1536-1555)[28].
- bailli de Vaud : Henri de Menthon (plusieurs fois entre 1396 et 1427)[29] ;
- Faucigny : Bernard de Menthon (1477-1479)[30] ;
- Chablais : Jean de Menthon (1441) et Claude de Menthon (1475-1498)[31]

Vidomne
- Genève (XVe au XVIIe s.)[18].
- Morges (1441-1552)[18].

Des membres de la famille ont été châtelains comtaux puis ducaux de Savoie, :
- Alby (1465-1466) ;
- La Balme et La Bâtie (1467-1492) ;
- Beaufort (1354, 1440-1445, 1448-1451, 1456-1519) ;
- Bonne (1399-1530) ;
- Bonneville (1419-1436) ;
- Châtelet du Crédoz (1429-1435) ;
- Charousse (1359-1362, 1371-1412, 1412-1414, 1580-1586) ;
- Clermont (1465-1476) ;
- Duingt (1402-1404) ;
- Faucigny (1480-1530) ;
- Flumet (1467-1511) ;
- Maurienne (1491-1496) ;
- Montjoie (1368-1380) ;
- Montluel (1427-1429) ;
- Mornex (1498-1504) ;
- La Roche (1356-1370, 1374-1383, 1411-1436, 1466-1489, 1498-1515) ;
- Rochefort (1408-1411, 1470-1471) ;
- Rumilly (1435-1437) ;
- Rumilly-sous-Cornillon (1422-1424) ;
- Samoëns (1370-1438) ;
- Seyssel (1460) ;
- Ternier (1362-1373, 1386-1389, 1391-1396) ;
- Thônes (1480-1497, 1498-1515).
- Tournon (1439)

Le médiéviste Bernard Demotz observe que cette famille genevois obtient auprès de son nouveau prince des charges, du XIVe au XVe siècle, leur permettant d'« encadrer tout le massif des Bornes », avec Samoëns, de Bonne et de La Roche,.

## Filiation
La filiation est attestée depuis le XIIIe siècle, sur preuves de 1219.

## Personnalités

### Selon la légende
- Bernard de Menthon (vers 923 ou 1008 -  mort en 1008 ou 1081), chanoine régulier d'Aoste, aurait appartenu à cette famille, selon une tradition locale non prouvée[7]. La tradition de cette mention remonte à un biographe du début du XVe siècle et chanoine de Tarentaise sous le pseudonyme Richard de la Val d'Isère[37]. Depuis la publication des travaux de l'érudit suisse André Donnet, en 1942[38], puis ceux de l'archiviste-paléographe Suzanne Duparc-Quioc, en 1955, cette tradition est remise en cause[37].

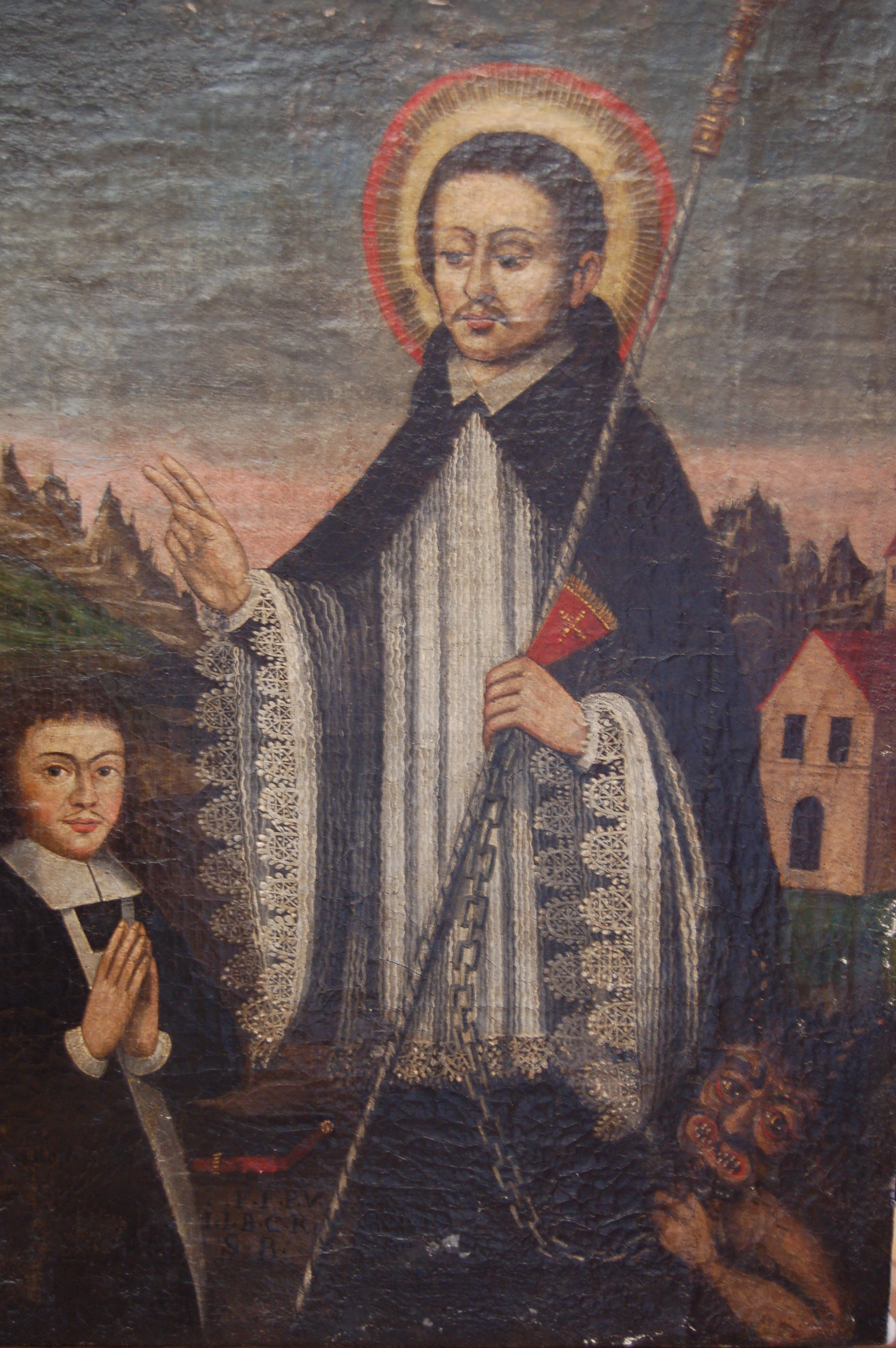
Saint-Bernard (lien de filiation non prouvé)

### XIVe–XVIesiècle
- Pierre de Menthon (.... - 1455), seigneur de Montrottier et de Greisy, chambellan d'Amédée VIII de Savoie (1426), bailli de Genevois, assassiné le 31 mars 1455 par Jean (Jehan) de Compey, seigneur de Thorens[39].
  - Nicod de Menthon-Montrottier (c.1400-1405- av.1473/5), fils du précédent, seigneur de Montrottier, gouverneur de Nice (1440-1449) qui est alors une possession savoyarde, puis ambassadeur de Savoie à Naples, à Paris et à Londres[40]. En 1436, il est chargé du commandement d'une flottille, recevant pour l'occasion un étendard aux armes de l'Église ainsi que le bâton d'amiral, par les « Pères de Bâle », réunis sous la présidence du cardinal Julien[41]. Il participe avec son père à un attentat contre Jean (Jehan) de Compey[40],[42].
- Henri de Menthon († av. 1440), seigneur de Menthon, conseiller du duc de Savoie[19], plusieurs fois bailli de Vaud (entre 1396 et 1427)[29].
- Thennard de Menthon (1390-1441), seigneur de Menthon, l'un des quinze premiers chevaliers de l'ordre du Collier, en 1362[43] ;
- Guillaume de Menthon, seigneur de Menthon, chevalier de l'ordre du Collier, en 1440[44] ;
- Bernard de Menthon († 1479), conseiller et chambellan du duc de Savoie Philibert Ier, assassiné par Philibert II de Compey[14].
- Louis de Menthon, seigneur de Lornay, premier commandant des Cent-Suisses au service du roi de France Charles VIII (1496) (titre : capitaine surintendant)[45],[46].
- Bernard II de Menthon († apr. 1556), baron de Menthon, écuyer et chambellan du duc de Savoie, gouverneur du Genevois (1533, 1534 et 1535)[47].
- Bernard VI de Menthon (1562-1627), comte, seigneur de Dingy, Naves et Villaz, colonel du régiment d'Annecy. En 1613, à l'occasion de sa nomination comme colonel du régiment d'Annecy, il aurait fait une donation aux enfants de la ville d'Annecy « d'un grand pré que l'on appelle Pâquier »[48].

### XVIIIe–XIXesiècle
- Charles de Menthon d'Aviernoz (1793-1858), major général, syndic de Chambéry (depuis 1829), député de la Savoie au parlement Sarde (1849-1853).

### XXesiècle-XXIesiècle
- François de Menthon (1900-1984), maire de Menthon-Saint-Bernard (1945-1977), député de Haute-Savoie (1945-1958), résistant, ministre de la Justice (1943-1944), juriste.
- Pierre de Menthon (1913-1980), consul de France au Québec, ambassadeur de France au Chili au moment du coup d'État du 11 septembre 1973 et en Irlande, maire de Choisey.
- Antoine de Menthon, membre de l'UMP, maire de Menthon-Saint-Bernard (depuis 1983), conseiller général du canton d'Annecy-le-Vieux (1998-2015).
- Sophie de Menthon née Turpin, chef d'entreprise, présidente d'organisation patronale, membre du Conseil économique, social et environnemental
- Pierre-Henri de Menthon, directeur de la rédaction de Challenges
- Michel Reveyrand-de Menthon, ambassadeur de France au Mali (2006-2010), puis au Tchad (2010-2013).

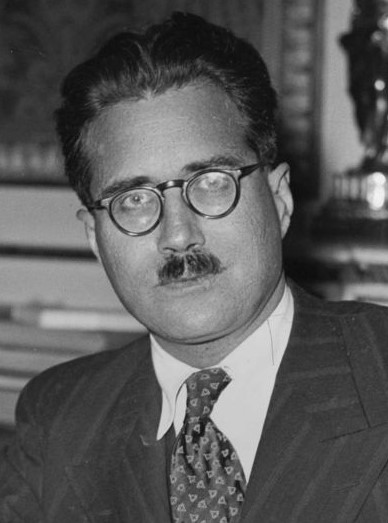
François de Menthon
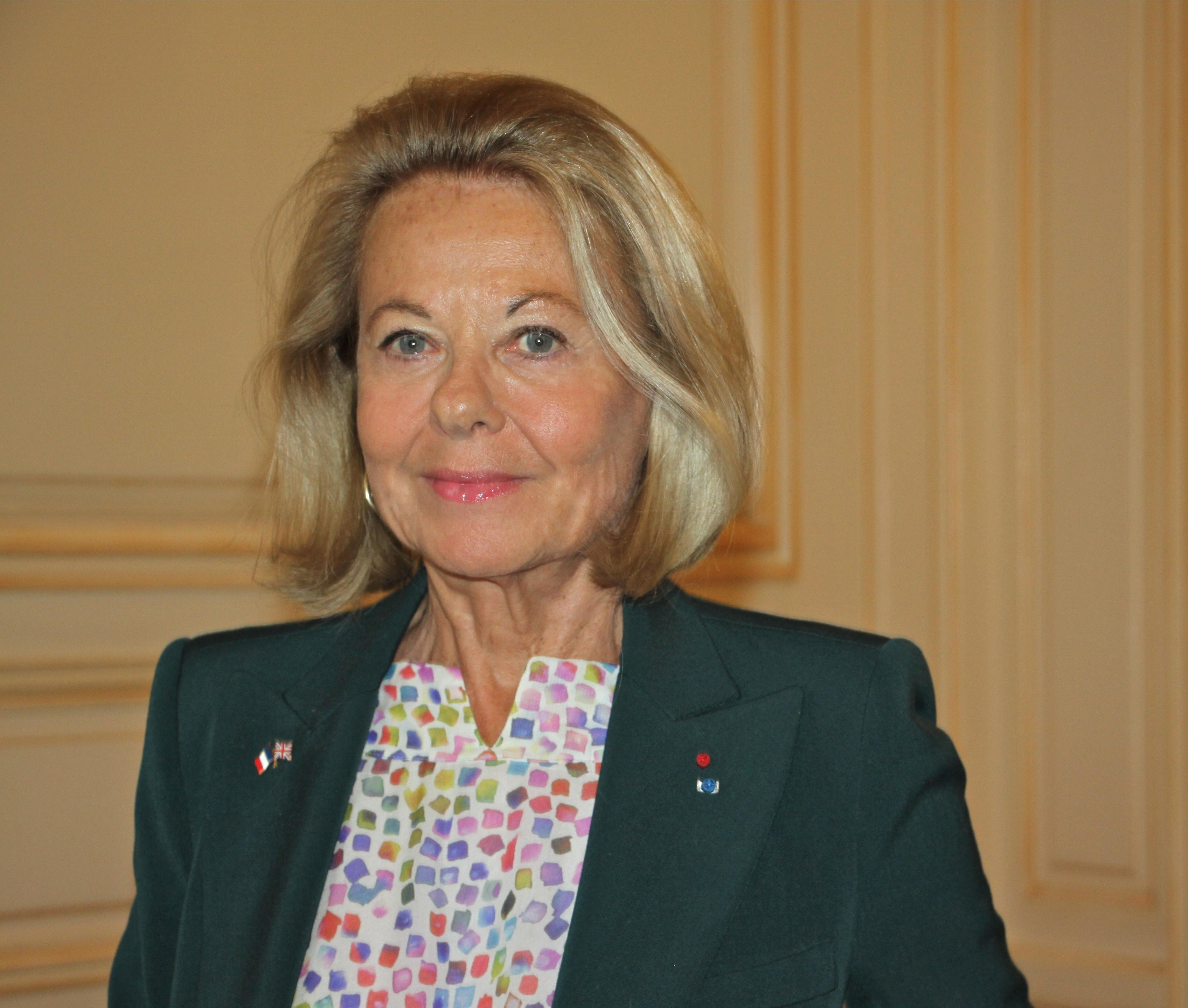
Sophie de Menthon, née Turpin
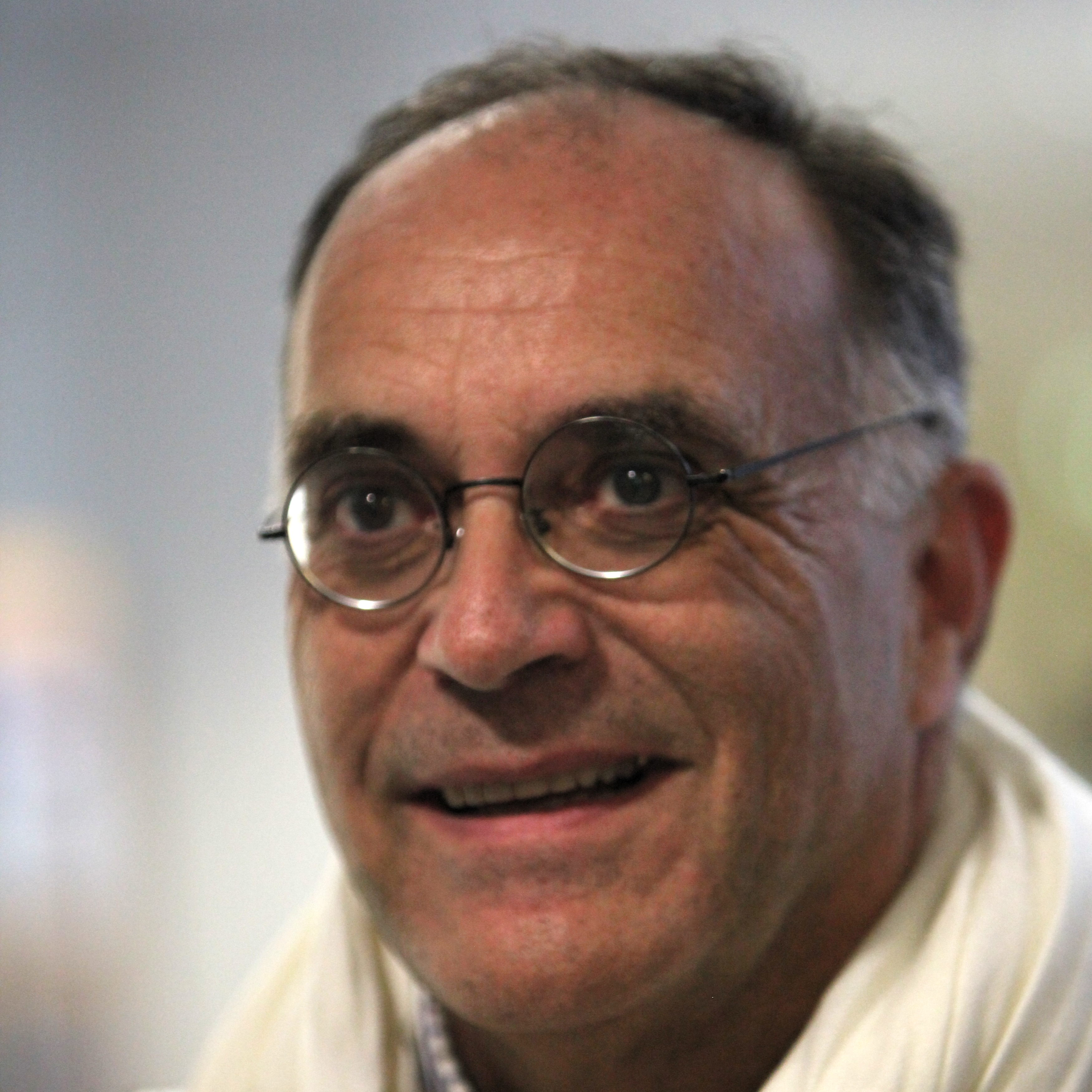
Michel Reveyrand-de Menthon

### Religieux
- Jacques de Menthon, prieur claustral de Talloires (1310)[49] ;
- Guillaume de Lornay, évêque de Genève (1388-1408)[50].
- Pierre de Lornay, reçu chanoine-comte de Saint-Jean de Lyon, en 1408[51].

prieures de la chartreuse de Mélan
- 1409-1410 :Isabelle de Menthon.
- 1422 : Alexia de Menthon.
- 1765-1781 : Marie-Thérèse de Menthon.

abbesse de Sainte-Catherine du Mont
- 1410-1425 : Jacquemete de Menthon.
- 1511-1561 : Bernarde de Menthon.
- 1600-1610 ? : Claudine de Menthon-La Balme.
- 1716-1733 ? : Marie-Victoire de Menthon.

### En ligne féminine
- François Ruphy de Menthon (1765-1853), maire d'Annecy (1801-1809), député (1809-1813), sous-préfet de l'arrondissement d'Annecy (1814-1815)